# Growshop
Growshop je obchod zaměřený na prodej a distribuci zboží a produktů pro pěstování rostlin pod umělým osvětlením. Termín je vytvořen spojením slov to grow (růst, pěstovat) a shop (obchod). Často bývá spojen s prodejnou, která nabízí potřeby pro pěstování konopí.

## Growshopy v Česku
Provozování growshopů je v Česku považováno za ilegální. Zásadním krokem k ilegalizaci growshopů se stalo odsouzení provozovatelů growshopu na Semilsku k podmíněným trestům Okresním soudem v Semilech. Roku 2012 tento verdikt potvrdil Krajský soud v Hradci Králové a odsouzení se marně dovolávali k Nejvyššímu soudu. Na základě tohoto precedentu pak Policie České republiky v listopadu 2013 provedla v přibližně stovce growshopů po celém území republiky razii a zabavila v nich zboží za miliony korun, obstavila growshopům bankovní účty a následně obvinila 45 osob z šíření toxikomanie. Někteří komentátoři (např. Petr Třešňák) tuto razii kritizovali jako ostrý zásah do lidských práv, ovšem v únoru 2014 Ústavní soud České republiky stížnost semilských provozovatelů growshopů zamítl a konstatoval, že se tito provozovatelé skutečně dopustili šíření toxikomanie.